# Paraulacizes pollinosa
Paraulacizes pollinosa är en insektsart som först beskrevs av Fowler 1899.  Paraulacizes pollinosa ingår i släktet Paraulacizes och familjen dvärgstritar. Inga underarter finns listade i Catalogue of Life.